# Diana Dryglas
Diana Dryglas – polska ekonomistka, nauczyciel akademicki, doktor habilitowany nauk ekonomicznych w dyscyplinie nauk o zarządzaniu, profesor uczelni  Akademii Górniczo-Hutniczej w Krakowie.

## Edukacja
W 1997 ukończyła jednolite studia magisterskie stacjonarne na kierunku turystyka i rekreacja w Akademii Wychowania Fizycznego im. Bronisława Czecha w Krakowie, a w 1999 studia filozoficzne w Uniwersytecie Jagiellońskim. W czerwcu 2005 uzyskała stopień doktora nauk ekonomicznych w zakresie nauk o zarządzaniu na Wydziale Zarządzania i Komunikacji Społecznej Uniwersytetu Jagiellońskiego w Krakowie na podstawie pracy Kształtowanie produktu turystycznego uzdrowisk w Polsce. Natomiast w kwietniu 2019 uzyskała stopień doktora habilitowanego nauk ekonomicznych w dyscyplinie nauk o zarządzaniu na Wydziale Zarządzania Uniwersytetu Ekonomicznego w Krakowie na podstawie pracy zatytułowanej Designing a health tourism product structure in the process of marketing management.

## Kariera zawodowa
Od 2004 pracownik badawczo-dydaktyczny na Wydziale Zarządzania i Komunikacji Społecznej Uniwersytetu Jagiellońskiego (2004-2007 asystent, 2007-2009 adiunkt), od 2008 do 2012 (adiunkt) w Górnośląskiej Wyższej Szkole Handlowej w Katowicach, a od 2012 w Akademii Górniczo-Hutniczej w Krakowie (2012-2019 adiunkt, od 2019 profesor uczelni). Od 2012 pracowała w Katedrze Geologii Ogólnej i Geoturystyki na Wydziale Geologii, Geofizyki i Ochrony Środowiska Akademii Górniczo-Hutniczej w Krakowie, a od 2020 pracuje na Wydziale Zarządzania Akademii Górniczo-Hutniczej w Krakowie. 

## Publikacje książkowe
- D. Dryglas (2018). Designing a health tourism product structure in the process of marketing management, Wydawnictwo Naukowe PWN, Warszawa, 255 s. (ISBN 978-83-01-20052-7)
- D. Dryglas, J. Golba (2017). Determinanty funkcjonowania i rozwoju uzdrowisk w Europie: studium przypadku Polski, Wydawnictwo Naukowe PWN, Warszawa, 240 s. (ISBN 978-83-01-19713-1)
- D. Dryglas (2016). Process of developing a strategy for economic change management in a commune: A case study of the Krynica-Zdrój spa commune (Poland), Technical University of Košice, Košice, 96 s. (ISBN 978-80-553-2631-3)
- D. Dryglas (2006). Kształtowanie produktu turystycznego uzdrowisk w Polsce, Wyd. Uniwersytetu Jagiellońskiego, Kraków, 177 s. (ISBN 978-83-233-2099-9)